# Wiliberg
Wiliberg is een gemeente en plaats in het Zwitserse kanton Aargau en maakt deel uit van het district Zofingen.
Wiliberg telt 169 inwoners.